# Бенковац
Бенковац је град у Хрватској, у Задарској жупанији. Према попису становништва из 2011. године, Бенковац је имао 2.866 становника, а укупно градско подручје је имало 11.026 становника.

## Географија
Бенковац се налази у југозападној Хрватској, на северу Далмације. Смештен је 30 километара источно од Задра и 20 километара североисточно од Биограда. Налази се на прелазу између Равних Котара и Буковице, а близина мора чинила је овај град привлачним и у давним временима.
Подручје града Бенковца граничи се са општинама Новиград на северозападу, Земуник на западу, Шкабрња на југозападу, Полача на југу, градом Обровцем на северу, општином Кистање на североистоку, општином Лишане Островичке на истоку и општином Станковци на југоистоку.

## Становништво
Према попису становништва из 2001. године, Бенковац је имао 2.622 становника.

### Град Бенковац

#### Број становника по пописима
| година пописа  | 2001. | 1991.  | 1981.  | 1971.  | 1961.  | 1953.  | 1948.  | 1931.  | 1921.  | 1910.  | 1900.  | 1890.  | 1880.  | 1869.  | 1857.  |
| бр. становника | 9.786 | 26.255 | 26.532 | 27.810 | 28.227 | 25.755 | 23.700 | 18.850 | 18.018 | 16.253 | 13.478 | 11.712 | 11.226 | 10.816 | 10.054 |

- напомене:

Настао из старих општина Бенковац и Обровац. У 1869. део података садржан је у општинама Лишане Островичке и Полача, у 1921. и 1931. у општини Станковци, а од 1857. до 1931. у граду Обровцу. У 1857. и 1869. садржи део података општине Станковци, у 1869. општине Полача, а од 1880. до 1910. део података града Обровца.

### Бенковац (насељено место)

#### Број становника по пописима
| година пописа  | 2001. | 1991. | 1981. | 1971. | 1961. | 1953. | 1948. | 1931. | 1921. | 1910. | 1900. | 1890. | 1880. | 1869. | 1857. |
| бр. становника | 2.622 | 3.776 | 2.955 | 2.190 | 1.897 | 1.367 | 1.149 | 630   | 658   | 546   | 512   | 432   | 341   | 437   | 160   |

- напомене:

У 1869. садржи податке за насеље Бенковачко Село.

## Попис 1991.
На попису становништва 1991. године, насељено место Бенковац је имало 3.776 становника, следећег националног састава:
| Попис 1991.‍   | Попис 1991.‍  | Попис 1991.‍ | Попис 1991.‍ | Попис 1991.‍ |
| ------------- | ------------ | ----------- | ----------- | ----------- |
|               |              |             |             |             |
| Срби          | Срби         |             | 2.780       | 73,62%      |
| Хрвати        | Хрвати       |             | 749         | 19,83%      |
| Југословени   | Југословени  |             | 73          | 1,93%       |
| Албанци       | Албанци      |             | 26          | 0,68%       |
| Муслимани     | Муслимани    |             | 24          | 0,63%       |
| Македонци     | Македонци    |             | 16          | 0,42%       |
| Црногорци     | Црногорци    |             | 14          | 0,37%       |
| Италијани     | Италијани    |             | 2           | 0,05%       |
| Мађари        | Мађари       |             | 2           | 0,05%       |
| Румуни        | Румуни       |             | 1           | 0,02%       |
| Руси          | Руси         |             | 1           | 0,02%       |
| Словенци      | Словенци     |             | 1           | 0,02%       |
| Украјинци     | Украјинци    |             | 1           | 0,02%       |
| Чеси          | Чеси         |             | 1           | 0,02%       |
| неопредељени  | неопредељени |             | 66          | 1,74%       |
| непознато     | непознато    |             | 19          | 0,50%       |
| укупно: 3.776 |              |             |             |             |

## Попис 2011.
На попису становништва 2011. године у граду Бенковцу, укупно је пописано 11.026 становника, следећег националног састава:
| Попис 2011.‍    | Попис 2011.‍ | Попис 2011.‍ | Попис 2011.‍ | Попис 2011.‍ |
| -------------- | ----------- | ----------- | ----------- | ----------- |
|                |             |             |             |             |
| Хрвати         | Хрвати      |             | 9.359       | 84,88%      |
| Срби           | Срби        |             | 1.519       | 13,78%      |
| остали         | остали      |             | 148         | 1,34%       |
| укупно: 11.026 |             |             |             |             |

## Бенковац данас
Дана 19. маја 1990. године у Бенковцу касно увече избоден је од НН лица, Мирослав Млинар, активиста СДС. До 1991. већинско становништво су били Срби. Структура становништва се значајно изменила након етничког чишћења Срба у операцијама Равни Котари-Масленица 1993. и Олуја 1995. године. У протеклој деценији, малобројни Срби повратници су изложени честим нападима и провокацијама од стране већинског хрватског становништва. Већина бенковачких Срба је нови дом нашла у Србији (највише у Београду и Војводини), као и у дијаспори (посебно у Сиднеју, Америци и Канади).

## Историја
- 1812 — 1. јануар — успостављена општина, први начелник је Анте Борин;
- 1847 — отворена пошта;
- 1851 — успостављена жандармерија;
- 1858 — отворена јавна пекара;
- 1860 — прва основна школа, коју је водио свештеник дон Блаж Бласул;
- 1925 — уведен водовод;
- 1991 — Бенковац и околина улазе у састав РСК;
- 1995 — 5. август — Хрватска војска окупира Бенковац, a српско становништво бежи у избеглиштво;

## Споменици и знаменитости
Најпознатији културноисторијски споменик у Бенковцу је Каштел Бенковић, утврђење названо по хрватским великанима који су је изградили, вероватно у другој половини 15. века. Изградњом овог утврђења на брежуљку који доминира околним подручјем почиње и историја Бенковца.
У самоме Бенковцу су православна црква Светог Јована (најстарија) и католичке цркве Светог Анте и Свете Марије.
Цркве на подручју града:
у Корлату су католичке цркве Свети Јероним и Света Марија мајка Божија;
у Кули Атлагића су католичка црква Свети Петар и две православне цркве: Свети Никола (нова и стара);
у Доњим Лепурима је католичка црква Свети Мартин;
у Лисичићу је католичка црква Рођење Блажене Дјевице Марије;
у Мирањама је православна црква Свети Арханђел Михаило;
у Подграђу је католичка црква Свети Дух;
у Перушићу су католичке цркве Узнесења Богородице Марије и Свети Јурај;
у Вукшићу су католичке цркве, Света Катарина и Свети Миховил;
у Булићу је католичка црква Свети Анте пустињак;
у Кожловцу је православна црква Света Недјеља;
у Коларини је православна црква Света Петка;
у Надину је католичка црква Свети Анте;
у Поповићима је католичка црква Свети Анте;
у Церањама је православна црква Свети Илија;
у Медвиђи је католичка црква Свети Илија;
у Бјелини је православна црква Света Петка;
у Бргуду је православна црква Свети преподобни Лазар;
у Лишанима Тињским је православна црква Света Тројица;
у Карину Доњем је православна црква Свети Кирик и Јулита.
У рату су срушене или тешко оштећене следеће цркве:
у Исламу Грчком православна црква Свети Георгије;
у Кашићу православна црква Свети Илија;
у Медвиђи православна црква Мала Госпојина;
у Смилчићу православна црква Свети Арханђел Михаило;
у Биљанима Горњим православна црква Свети Георгије.

## Управа
Градоначелник Бенковца је Томислав Булић.

## Спорт
- НК Велебит, члан 3. хрватске ногометне лиге који игра на градском стадиону капацитета 3.000 места.

## Познате личности
Знамените личности које су оставиле свој траг у историји, култури и спорту, а рођени су, живели су или потичу са простора Бенковца и околине су:
- Симеон Кончаревић
- Владан Десница
- Живко Стојсављевић
- Бранко Жежељ
- Стојан Јанковић
- Саво Штрбац
- Ђорђе Гагић
- Вук Вујасиновић
- Саша Добрић
- Ђорђе Чотра

## Галерија
- Шеталиште у Бенковцу
- Шеталиште у Бенковцу
- Улица у Бенковцу
- Споменик Буковчан и Котаранка